# آلن فلچر (بازیکن فوتبال)
آلن فلچر (انگلیسی: Alan Fletcher؛ ۲۸ اکتبر ۱۹۱۷ – 1984 (aged 66)) بازیکن فوتبال اهل بریتانیا بود.
از باشگاه‌هایی که در آن بازی کرده‌است می‌توان به باشگاه فوتبال کرو آلکساندرا، باشگاه فوتبال اسلایگو راورز، باشگاه فوتبال ای‌اف‌سی بورنموث، باشگاه فوتبال بریستول راورز، باشگاه فوتبال بلکپول، و باشگاه فوتبال پورت ویل اشاره کرد.